# François Joseph Paul de Grasse
François Joseph Paul de Grasse, francoski admiral, * 13. september 1722, † 11. januar 1788.

## Življenjepis
Pri enajstih letih je postal paž generalnega mojstra malteških vitezov, nato pa je vstopil v Francosko vojno mornarico. Najbolj je poznan po svojih zaslugah med ameriško osamosvojitveno vojno, še posebej po zmagi med bitko na Chesapeaku. Zaradi odločilnega poraza med bitko pri Saintesu je pristal v britanskem ujetništvu; po izpustitvi je zahteval vojno sodišče, katero ga je oprostilo krivde za poraz.

## Poimenovanja
Po njem so poimenovali:
- reko Grasse (okrožje St. Lawrence, New York),
- več ladij:

- FS De Grasse (C610) (1939–1974),
- FS De Grasse (D 612),
- USS Comte de Grasse (DD-974),
- USS De Grasse (AP-164/AK-223),
- USS De Grasse (ID-1217) in
- SS De Grasse.